# 스테인리스강 비누

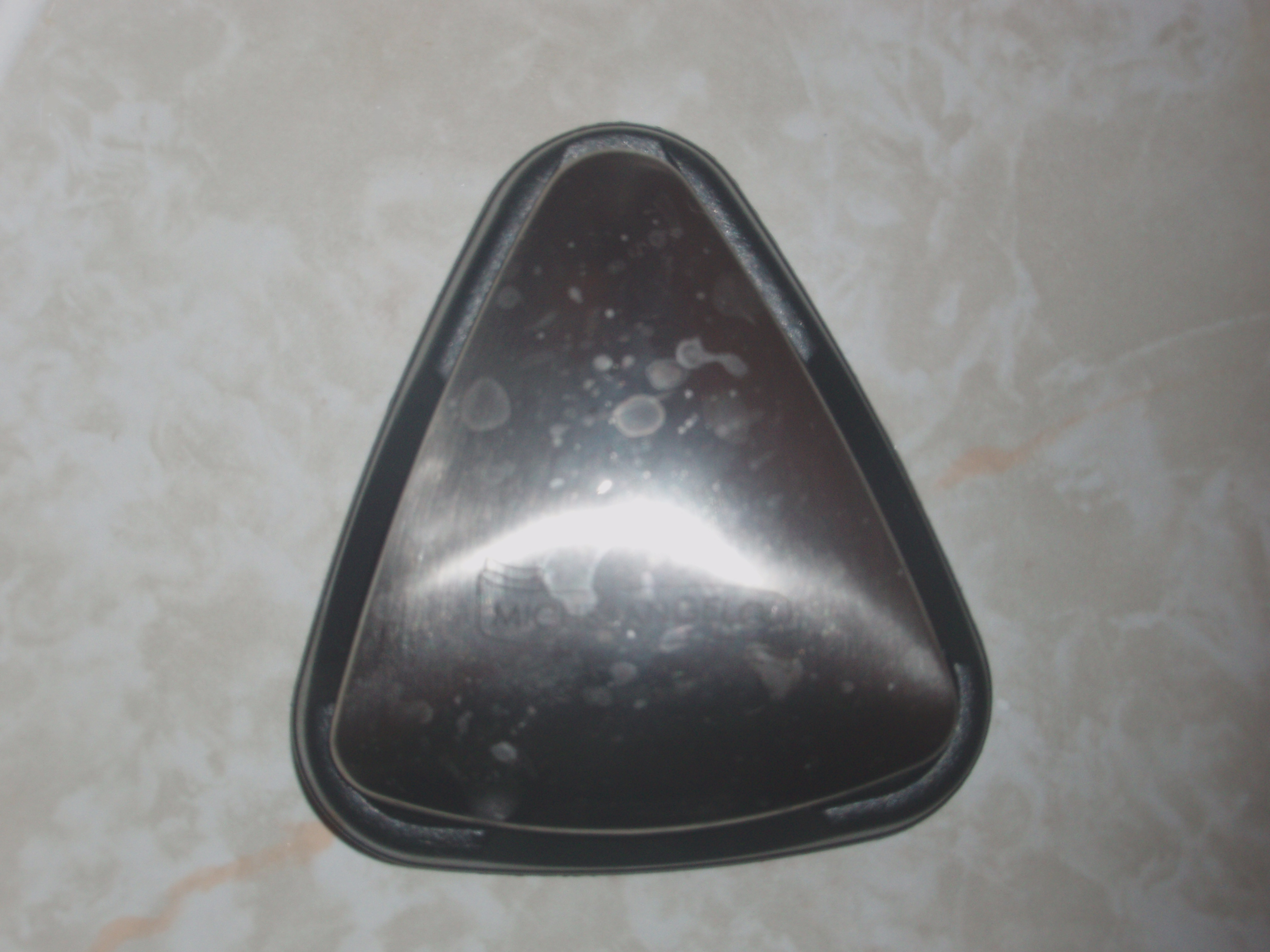
스테인레스 강 비누 "바"의 예.

스테인리스강 비누(영어: stainless steel soap)는 막대기 형태나 손에 쥐기 쉬운 형태의 스테인리스강 조각으로 마늘, 양파, 두리안, 구아바, 살라미 등의 강한 악취를 중화하거나 감소시키기 위한 도구이다.
효과에 대한 과학적 근거는 부족하다.

## 같이 보기
- 마늘